# Distretto di Pernik
Il distretto di Pernik (in bulgaro Област Перник?) è uno dei 28 distretti della Bulgaria.

## Comuni
Il distretto è diviso in 6 comuni:
| Comune    | Bulgaro   | Pop.    |
| --------- | --------- | ------- |
| Breznik   | Брезник   | 6.991   |
| Kovačevci | Ковачевци | 1.505   |
| Pernik    | Перник    | 106.407 |
| Radomir   | Радомир   | 21.929  |
| Trăn      | Трън      | 4.360   |
| Zemen     | Земен     | 2.816   |